# 桶谷宗汰
桶谷 宗汰（おけたに そうた、1994年11月18日 - ）は、ジャパンラグビーリーグワン東京サントリーサンゴリアスに所属するラグビー選手。

## プロフィール
- 大阪府出身[1]。
- ポジションはフッカー。かつてはナンバーエイト(No8)、フランカー(FL)だった。
- 身長 177 cm、体重 93 kg
- ニックネームはおけ。
- ジュニア・ジャパンに選ばれたことがある[2]。
- U20日本代表に選ばれたことがある[3]。

## 来歴
11歳からラグビーを始めた。
2013年、常翔学園高校卒業後、明治大学に入学。
2016年、明治大学ラグビー部の主将に就任した。
2017年、明治大学卒業後、サントリーサンゴリアス(現・東京サントリーサンゴリアス)に加入。同年8月18日に行われたジャパンラグビートップリーグ第1節のキヤノンイーグルス戦にて途中出場で公式戦初出場を果たす。